# Pav bhaji
Pav bhaji es un plato de comida rápida de la India, que consiste en un espeso curry de verduras servido con un panecillo suave. Sus orígenes están en el estado de Maharashtra.

## Historia
El plato se originó en la década de 1850 como un plato rápido a la hora del almuerzo para los trabajadores de las fábricas textiles en Bombay. El pav bhaji luego se sirvió en restaurantes de toda la ciudad. Este plato se ofrece en diversos puntos de venta, desde simples carros hasta restaurantes en la India y en el extranjero.

## Preparación

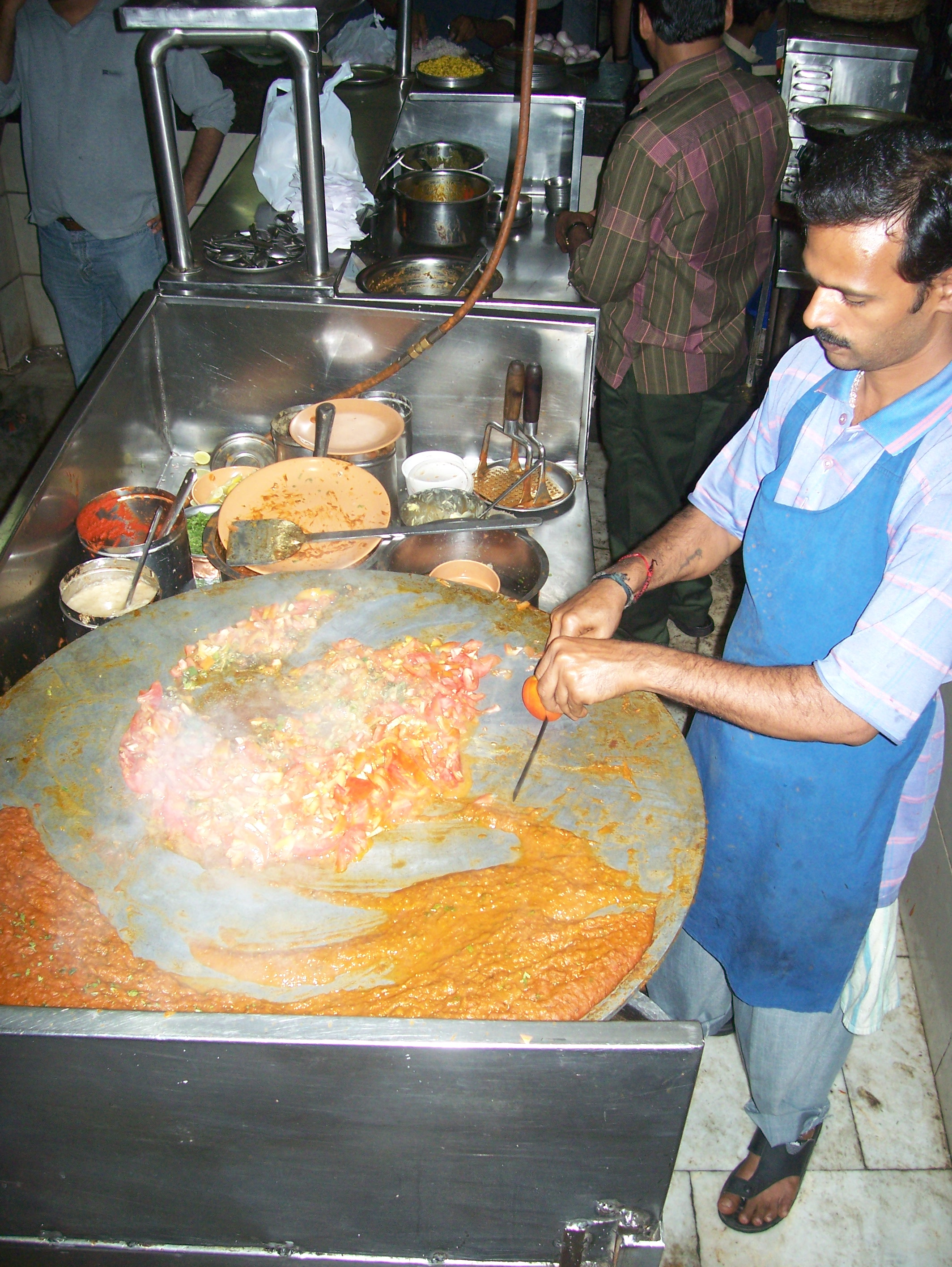
Pav bhaji preparado en una tava de hierro
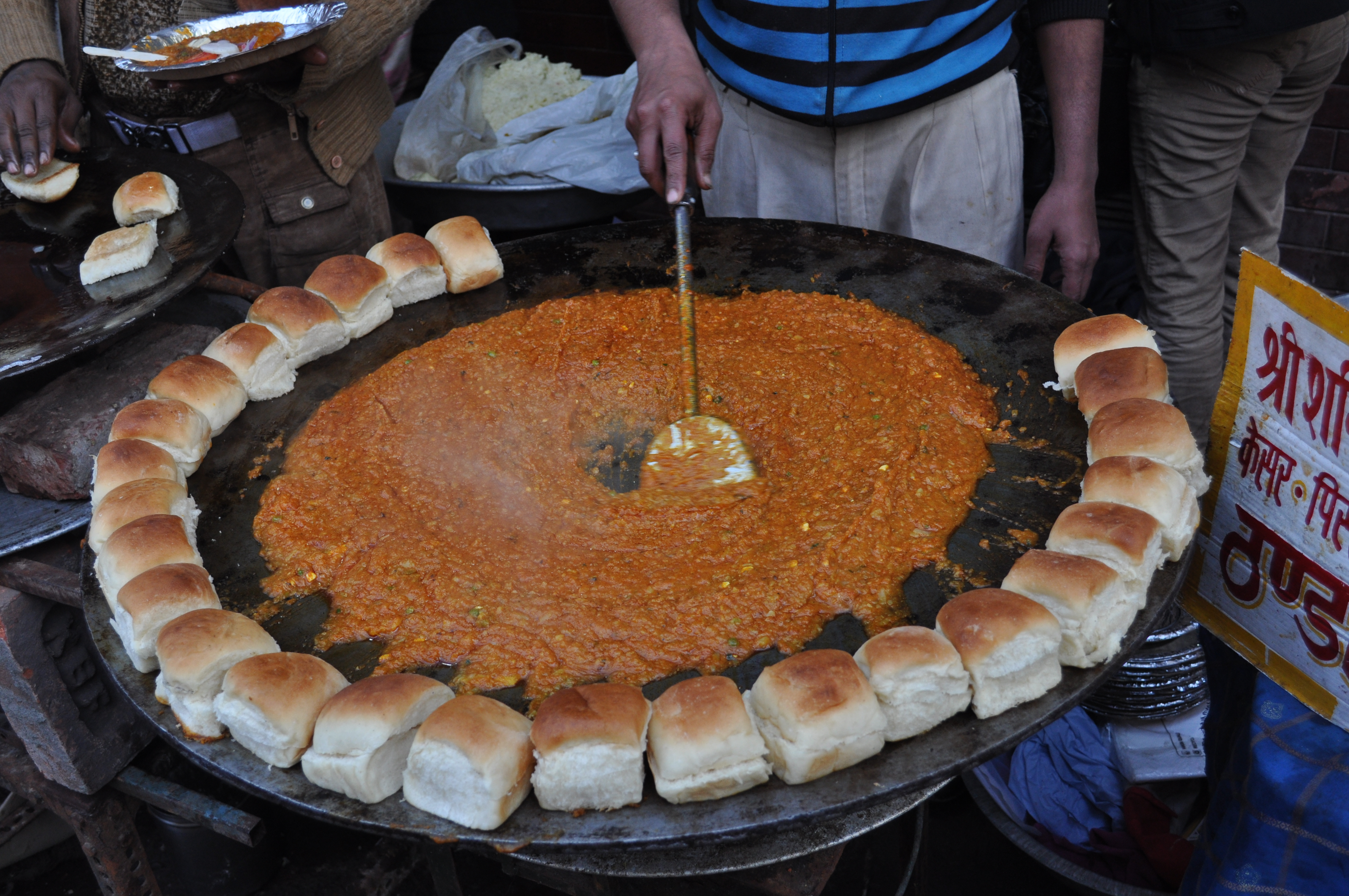
Un puesto callejero de pav bhaji en Chandni Chowk, Delhi

El pav bhaji tiene muchas variaciones en ingredientes y guarniciones, pero es esencialmente una mezcla especiada de puré de verduras en una salsa espesa, generalmente cocinada en una plancha plana (tava) y servida caliente con un suave panecillo blanco. 
Las variaciones incluyen: 
- Pav bhaji con queso encima del bhaji
- Pav bhaji frito, con el pav arrojado en el bhaji
- Paneer pav bhaji, con queso paneer en el bhaji
- Pav bhaji de hongos
- Khada pav bhaji, con trozos de verduras en el bhaji
- Jain pav bhaji, sin cebolla y ajo[7] y con plátanos en lugar de papas[8]
- Kolhapuri pav bhaji, usando una mezcla de especias común en Kolhapur
- Pav bhaji blanco, sin garam masala y sin chile en polvo